# 2013年中國網球公開賽
2013年中國網球公開賽是第15屆中國網球公開賽，是ATP世界巡迴賽500中的一項賽事，也是WTA四項女子皇冠明珠賽之一，於9月22日至10月6日在中國北京国家網球中心舉行

## 冠軍得主

### 男子單打
諾瓦克·喬科維奇 擊敗  拉斐爾·納達爾（6–3、6–4）
- 這是喬科維奇今年的第4個冠軍，也是他生涯第38個冠軍。

### 女子單打
莎蓮娜·威廉絲 擊敗  耶莱娜·扬科维奇（6–2、6–2）
- 這是小威廉絲今年的第10個冠軍，也是她生涯第56個冠軍。

### 男子雙打
馬克斯·米爾內 /  霍里亞·特卡烏  擊敗  法比奧·福尼尼 /  安德烈亞斯·塞皮（6–4、6–2）

### 女子雙打
卡拉·布萊克 /  薩尼婭·米爾扎 擊敗  菲娜·杜舒芬娜 /  阿蘭查·帕拉·桑通加（6–2、6–2）

## 外部連結
- 官方網址（页面存档备份，存于）